# جزیره سی آمیل
جزیره سی آمیل (به لاتین: Si Amil Island) یک جزیره در مالزی است که در صباح واقع شده‌است.